# In the Land of Saints and Sinners
In the Land of Saints and Sinners es una película de suspenso y acción irlandesa de 2023 dirigida por Robert Lorenz y escrita por Mark Michael McNally y Terry Loane. La película está protagonizada por Liam Neeson en el papel principal, junto a otros actores irlandeses como Kerry Condon, Jack Gleeson y Ciarán Hinds. Esta es la segunda colaboración de Neeson con Lorenz después de la película de 2021 El protector.
La película se estrenó en el 80.º Festival Internacional de Cine de Venecia el 6 de septiembre de 2023.

## Reparto
- Liam Neeson como Finbar Murphy
- Kerry Condon como Doireann McCann
- Jack Gleeson como Kevin
- Ciarán Hinds como Vinnie O'Shea
- Sarah Greene como Sinéad
- Colm Meaney como Robert McQue
- Desmond Eastwood como Curtis June
- Niamh Cusack como Rita
- Conor MacNeill como Conan McGrath
- Seamus O'Hara como Séamus McKenna
- Mark O'Regan
- Valentine Olukoga
- Bernadette Carty
- Conor Hamill como Pat O'Donnell
- Anne Brogan

## Producción
En octubre de 2021, se anunció que Liam Neeson protagonizaría una película de suspense ambientada en Irlanda, volviendo a formar equipo con el director Robert Lorenz. También se anunció que Ciarán Hinds, amigo de Neeson desde hace mucho tiempo, protagonizaría la película. En abril de 2022, Kerry Condon fue anunciada como parte del elenco. El guion fue escrito por Mark Michael McNally y Terry Loane, con revisiones de Matthew Feitshans. La fotografía principal estaba programada para marzo de 2022 en Irlanda. En 2022, la película se rodó principalmente en el Condado de Donegal, con rodaje adicional en Dublín.

## Estreno
La película se estrenó en el 80.º Festival Internacional de Cine de Venecia el 6 de septiembre de 2023. En abril de 2022, Netflix reveló haber comprado previamente los derechos de distribución de la película en el Reino Unido y la República de Irlanda. La película se estrenó en cines de forma limitada en Estados Unidos el 29 de marzo de 2024.